# Imogen Clark
Imogen Clark (Chesterfield, 1º giugno 1999) è una nuotatrice britannica, specialista dello stile a rana.

## Carriera
È stata convocata ai Campionati europei in vasca lunga di Glasgow 2018 per la squadra britannica ed iscritta alla gara dei 50 m rana, nella quale ha vinto la medaglia d'argento con il tempo di 30” 34, dopo aver siglato il nuovo record nazionale britannico in semifinale con il tempo di 30”04, e giungendo alle spalle della russa Julija Efimova e davanti all'italiana Arianna Castiglioni. Agli europei di Roma, quattro anni dopo, nella stessa gara si aggiudica la medaglia di bronzo. Vanta anche due bronzi europei in vasca corta (di cui uno in staffetta), vinti entrambi nel 2023 a Otopeni.
Nuota per il team Energy Standard impegnato nella International Swimming League (ISL) e studia Biologia all'Università di Loughborough.

## Palmares
- Europei

Glasgow 2018: argento nei 50m rana.
Roma 2022: bronzo nei 50m rana.
- Europei in vasca corta:

Otopeni 2023: bronzo nei 50m rana e nella 4x50m misti.
- Giochi del Commonwealth

Birmingham 2022: argento nei 50 m rana.

## Primati personali (vasca lunga)
| Distanza   | Tempo   |
| ---------- | ------- |
| 50 m rana  | 30"04   |
| 100 m rana | 1'07"58 |
| 200 m rana | 2'35"83 |